# Gaélique du Galloway
Le gaélique du Galloway ou gaélique gallovidien était un dialecte disparu d'origine gaélique, jadis parlée dans le sud-ouest de l'Écosse. En leur temps, les seigneurs du Galloway (en) parlaient cette langue. Plus récemment, elle était parlée par les habitants du Galloway et du Carrick. Enfin, elle était aussi parlée dans l'Annandale et le Strathnith (en). Il reste peu de choses de ce dialecte, ce qui rend incertain son lien avec les autres langues gaéliques.

## Historique
Bien que le gaélique du Galloway n'ait laissé aucune forme de littérature et soit éteint depuis des siècles, des auteurs modernes continuent à promouvoir ce dialecte, dont ils s'inspirent dans leurs œuvres, notamment William Neill, un poète écossais qui écrit en gaélique écossais, en irlandais, en scots et en anglais. On peut aussi évoquer dans la même veine la « Gall-Gael Trust », organisme fondé par Colin MacLeod.